# Damiatte
Damiatte település Franciaországban, Tarn megyében. Lakosainak száma 1067 fő (2022. január 1.). Damiatte Cabanès, Fiac, Missècle, Moulayrès, Puycalvel, Saint-Paul-Cap-de-Joux, Serviès és Teyssode községekkel határos.

## Népesség
A település népességének változása:
| Lakosok száma | 1015 | 1022 | 1043 | 1025 | 1026 | 1028 | 1040 | 1054 | 1067 |
|               | 2013 | 2015 | 2016 | 2017 | 2018 | 2019 | 2020 | 2021 | 2022 |